# Križanec
Križanec falu Horvátországban, Varasd megyében. Közigazgatásilag Sveti Ilijához tartozik.

## Fekvése
Varasdtól 6 km-re délre, községközpontja Sveti Ilija keleti szomszédságában a Drávamenti-síkság szélén  fekszik.

## Története
Križanecnek 1857-ben 148, 1910-ben 302 lakosa volt. A falu 1920-ig Varasd vármegye Varasdi járásához tartozott, majd a Szerb-Horvát Királyság része lett. 1992-ben Sveti Ilija lett község központja, addig a hozzá tartozó falvakkal együtt közigazgatásilag Varasd városáshoz tartozott. A falunak  2001-ben 96 háza és 329 lakosa volt.

## Külső hivatkozások
- A község hivatalos oldala